# Burgruine Neurasen
Die Burgruine Neurasen ist die Ruine einer Höhenburg nahe dem Dorf Oberrasen im Antholzer Tal in Südtirol (Italien).

## Weitere Bezeichnungen
Auch wird die Anlage als Schlossruine Neurasen bezeichnet, schlicht als Ruine Neurasen, mitunter auch als Burg Neurasen, in alten Quellen auch als Burg St. Anastasienberg und auf Italienisch als  Castelnuovo Rasun. Auch die Schreibweise Neu-Rasen (mit Bindestrich) ist überliefert.

## Lage, heutiger Bestand und Erreichbarkeit
Die Burgruine Neurasen liegt am Eingang des Antholzer Tales, verborgen im Wald auf einem hügelförmigen, nach drei Seiten steil abfallenden Absatz an der westlichen Talseite nahe Oberrasen auf einer Höhe von 1345 Metern über Normalnull. Auf der gegenüberliegenden Talseite liegt die ursprüngliche Stammburg der Herren von Rasen, die Burg Altrasen.
Erhalten sind Teile des viereckigen Burgfrieds (Turm), der ca. 17 Meter hoch aufragt, und der Großteil des Beringes (Ringmauer), ferner der Zwinger und das Haupttor, der Großteil des als Palas dienenden Osttraktes und die Zisterne. Der Bergfried hat eine Grundfläche von 9,70 Metern mal 9,20 Metern, seine Mauern sind etwa 2,00 Meter stark.
Die Ruine ist von Niederrasen aus über einen Wanderweg erreichbar und seit der abgeschlossenen Restaurierung der Mauern im Jahr 2004 frei zugänglich. Der Weg führt zunächst leicht ansteigend vorbei an landwirtschaftlich genutzten Flächen der Pfaffingerhöfe; entlang des Waldrandes werden nacheinander ein Jagdhaus und der Burgfriedhof passiert, ehe an der Kapelle ein steil ansteigender Weg zur Ruine abzweigt. Vom Ortskern aus beträgt die Weglänge 2,9 Kilometer bei einem Höhenunterschied von insgesamt 354 Metern; als Dauer werden 75 Minuten angegeben.

## Geschichte

### Einzelheiten zum Bau
Die Burg wurde erstmals um das Jahr 1200 errichtet; Bauherren waren – ebenso wie bei der nahegelegenen Burg Altrasen – die Herren von Rasen.
Einzelne Quellen benennen als Bauherrn konkret Ulrich von Rasen und das Errichtungsjahr 1230; Auslöser war hiernach die kriegerische Auseinandersetzung zwischen dem Hochstift von Brixen und Albert III. von Tirol. Der Fortbestand war allerdings von Beginn an gefährdet. Schon Ende des 13. Jahrhunderts wurde die Burg niedergerissen; die Gründe sind nicht verlässlich belegt.
Im 14. Jahrhundert ließ Albert I. von Enn als Bischof von Brixen die Burg neu aufbauen; die erhalten gebliebenen Teile von Burgfried und Bering entstammen dieser Periode. Der Turm war damals bewohnt, hatte fünf Geschosse und nach den Überlieferungen zum Teil getäfelte Zimmer.
Im späten 15. bzw. frühen 16. Jahrhundert wurde die Burg ausgebaut und erhielt ihre größte Ausdehnung; die restlichen erhaltenen Teile stammen aus dieser Zeit. Den Überlieferungen nach führte eine Holzbrücke über einen künstlich angelegten Graben zum Zwinger und zum äußeren Burgtor. Im Osten ergänzte ein neuer dreigeschossiger Wohntrakt die Bebauung. Laut einer Beschreibung aus dem Jahr 1603 lagen im Erdgeschoss die Küche, der sog. „Speissgoden“, sowie eine Kammer, in den Obergeschossen eine getäfelte Stube und ein Saal. Ein im Ostteil erhaltener alter Ausgussstein belegt die Lage der Küche.
Bereits seit Anfang des 17. Jahrhunderts wurde die Burg nicht mehr bewohnt und verfiel fortan zur Ruine.
Die verbliebenen Burgmauern wurden von 2000 bis 2004 im Zuge von Restaurierungsarbeiten gesichert; die Kosten übernahm ganz überwiegend die Autonome Provinz Bozen-Südtirol.

### Geschichtliche Einordnung und Bedeutung
Nachdem Ulrich von Rasen nach Streitigkeiten eine neue Burg errichtet hatte, führte weiterer Streit mit seinem Verwandten Rudolf von Rasen in Altrasen zur Verhaftung von Rudolf. Nach Vermittlung durch Egno von Eppan, Fürstbischof von Brixen und Trient, wurde Rudolf gegen Lösegeld freigelassen. Schon 1241 sollte die Burg Neurasen zusammen mit fünf weiteren Burgen aufgrund eines Friedensvertrags abgerissen werden, den die Kriegsherren Egno von Eppan auf Seiten des Hochstifts von Brixen und seine Widersacher Albert III. von Tirol und Otto II. von Andechs-Meranien geschlossen hatten. Der Abriss von Neurasen unterblieb jedoch wie im Gegenzug der des Schlosses Sprechenstein der Grafen und Fürsten von Trautson nahe Sterzing; unklar ist, ob sich die Burgherren ihren Fürsten widersetzten oder sich die Kriegsparteien zusammenschlossen, um sich gemeinsam gegen einen drohenden Einfall der Mongolen verteidigen zu können. Die weitere Fehde zwischen dem Hochstift von Brixen und den Grafen von Görz führte allerdings 1325 zur Zerstörung der ursprünglichen Burg Neurasen, die wenig später jedoch neu errichtet wurde. Anschließend gelangte die Burg 1342 durch Verkauf in den Besitz des Bischofs von Brixen.
In der zweiten Hälfte des 14. Jahrhunderts erhielten die Burggrafen von Lienz und Lueg die Burg als Lehen von Johann Ribi von Lenzburg, Kanzler des Erzherzogs Rudolf IV., Landeshauptmann von Kärnten und ab 1364 Bischof von Brixen. Danach entbrannte ein Rechtsstreit um die Burg mit Graf Meinhard von Görz, der von Berthold von Gufidaun geschlichtet wurde. Letztlich blieb die Burg im Besitz des Bischofs. Aus Furcht vor türkischen Überfällen wurde die bereits verfallene Burg 1499 unter Melchior von Meckau, von 1488 bis 1509 Fürstbischof von Brixen, in ihrer heutigen Form erneuert und anschließend mehrfach mit Lehen versehen. Nachdem die Burg durch die Welsperger stark vernachlässigt worden war, wurde sie nach 1650 nicht wieder neu mit einem Lehen belegt.